# Wilkowice (Zbrosławice)

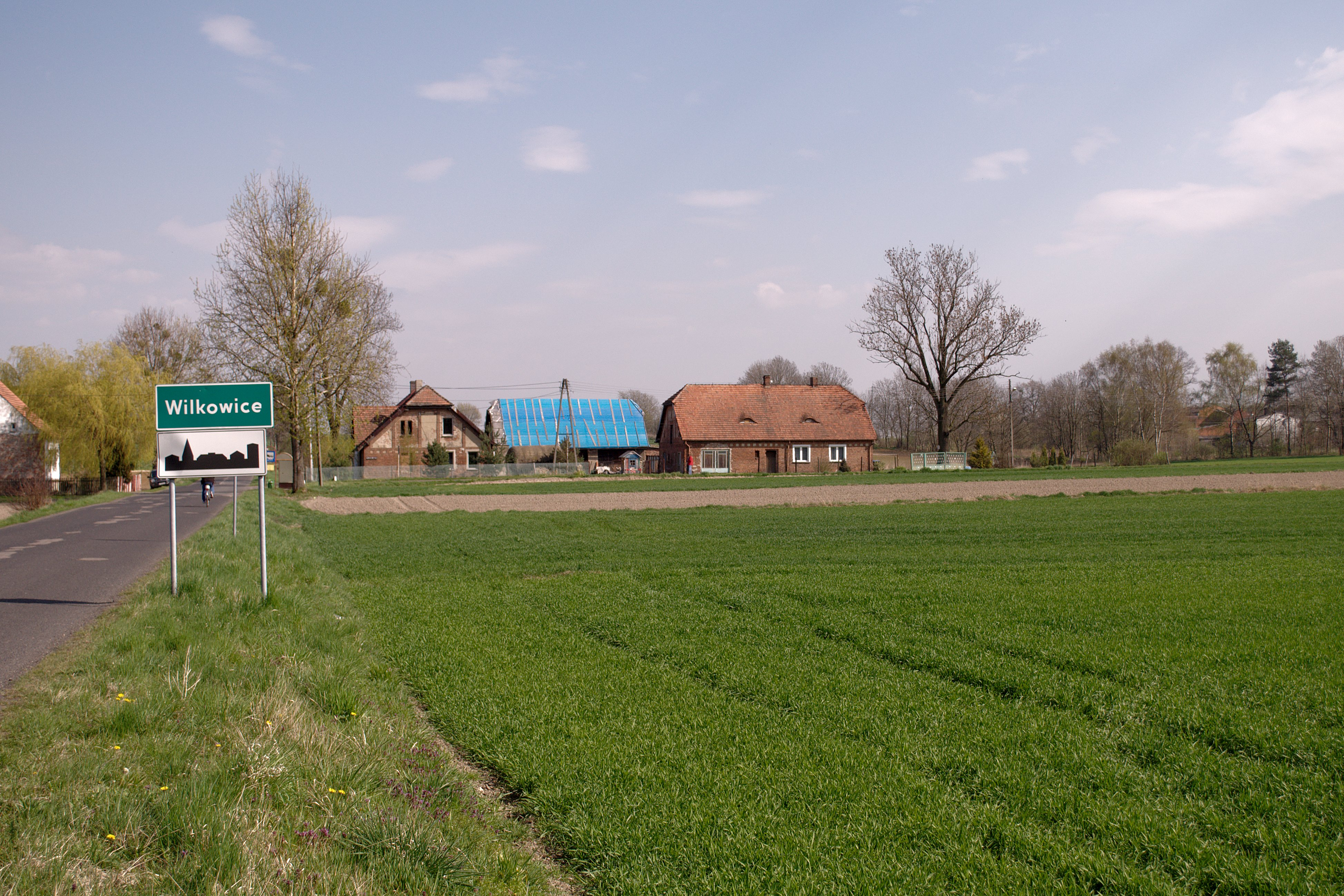
Ortseingang

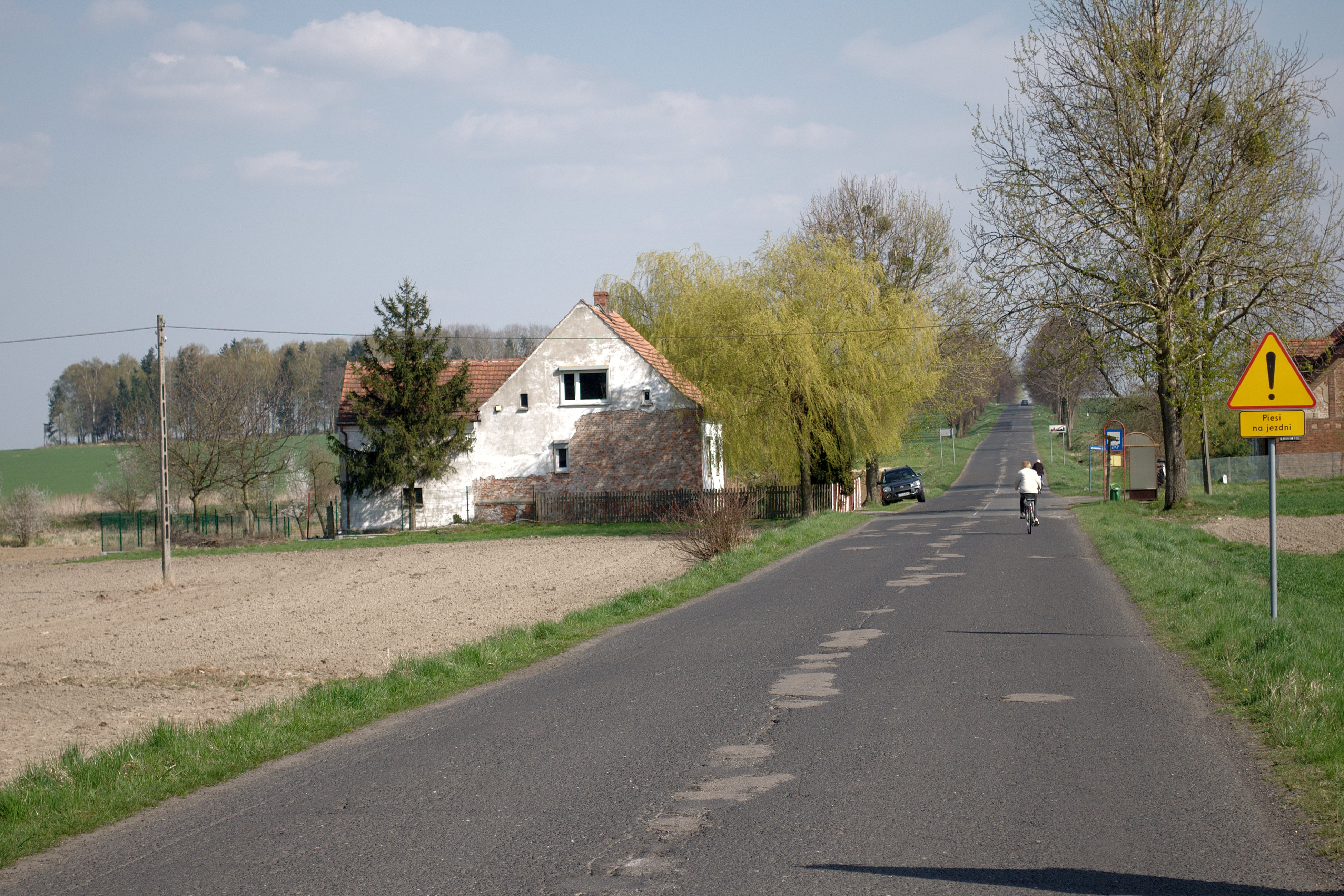
Ortsansicht

Wilkowice (deutsch Groß Wilkowitz, 1936–1945 Wolfstal) ist eine Ortschaft in Oberschlesien. Sie liegt in der Gemeinde Zbrosławice (Broslawitz) im Powiat Tarnogórski (Kreis Tarnowitz) in der Woiwodschaft Schlesien.

## Geografie
Wilkowice liegt drei Kilometer nördlich vom Gemeindesitz Zbrosławice, neun Kilometer westlich von der Kreisstadt Tarnowskie Góry (Tarnowitz) und 28 Kilometer nordwestlich von der Woiwodschaftshauptstadt Katowice (Kattowitz).

## Geschichte
Der Ort entstand spätestens im 13. Jahrhundert und wurde 1256 erstmals urkundlich erwähnt. 1295–1305 wurde der Ort im Liber fundationis episcopatus Vratislaviensis (Zehntregister des Bistums Breslau) urkundlich als „Wilcow“ erwähnt.
Der Ort wurde 1783 im Buch Beytrage zur Beschreibung von Schlesien als Groß Wilkowi(t)z erwähnt, lag im Landkreis Tost und hatte 122 Einwohner, zwei Vorwerke, neun Bauern und 16 Gärtner. 1818 wurde der Ort als Groß Wilkowitz erwähnt. 1865 bestand Groß Wilkowitz aus einem Rittergut und einer Dorfgemeinde. Das Rittergut gehörte einem Herrn von Koschützki, zum Gut gehörten die beiden Vorwerke Larischhof und Friedrichshof. Das Dorf hatte zu dem Zeitpunkt einen Bauernhof, 26 Gärtnerstellen, zwei Häuslerstellen und eine katholische Schule.
Bei der Volksabstimmung in Oberschlesien am 20. März 1921 stimmten 37 Wahlberechtigte für einen Verbleib bei Deutschland und 162 für eine Zugehörigkeit zu Polen. Auf dem Gut Groß Wilkowitz stimmten acht Personen für Deutschland und 74 für Polen. Groß Wilkowitz verblieb beim Deutschen Reich und war bis 1922 Teil des Kreises Tarnowitz. 1936 wurde der Ort in Wolfstal umbenannt. Bis 1945 befand sich der Ort im Landkreis Beuthen-Tarnowitz bzw. Beuthen.
1945 kam der bis dahin deutsche Ort unter polnische Verwaltung und wurde in Wilkowice umbenannt und der Woiwodschaft Schlesien angeschlossen. 1950 kam der Ort zur Woiwodschaft Kattowitz. 1999 kam der Ort zum wiedergegründeten Powiat Tarnogórski und zur neuen Woiwodschaft Schlesien.

## Sehenswürdigkeiten
- Das spätbarocke Schloss der Adelsfamilie von Larisch aus dem 18. Jahrhundert.
- Ein vier Meter breiter Findling
- Park Wilkowice, ein Freizeitpark mit Sportmöglichkeiten und einem Tierpark

## Wappen
Das Wappen bzw. Siegel zeigt Getreidegarben und zwei Dreschflegel. Das Wappen weist auf den landwirtschaftlichen Charakter des Ortes hin.